# 托马斯·拉津斯基
托马斯·拉津斯基（Tomasz Radziński，1973年12月14日—）是一名波蘭裔加拿大足球運動員，擔任前鋒。效力英超球會埃弗顿期間最為人熟悉。
拉辛斯基的妻子是比利時人，他因此獲得比利時護照。

## 榮譽
- 比利時足球甲級聯賽：
  - 冠軍 (2)：1999-2000、2000-01

- 比利時盃
  - 冠軍 (1)：1997年

## 外部連結
- 足球数据库：拉辛斯基的球员统计数据
- ESPN Soccernet 拉辛斯基資料 （页面存档备份，存于）